# Craniophora pontica
Craniophora pontica es una especie  de polilla perteneciente a la familia Noctuidae. Es originario desde el sur de la Península Balcánica a través del Cercano Oriente y partes del  Oriente Medio hasta  Afganistán. También ha sido registrado en Líbano e Israel.
Los adultos se encuentran en vuelo desde abril a mayo y en septiembre. Tiene dos generaciones por año.
Las larvas se alimentan de especies de Fraxinus.

## Sinonimia
- Acronycta pontica Staudinger, 1879[1]